# BR-342
A BR-342 é uma rodovia federal diagonal brasileira.
A rodovia liga Carinhanha, no sudoeste da Bahia, a Linhares, no Espírito Santo, passando pelo nordeste de Minas Gerais. Esta rodovia ainda possui vários trechos ainda não pavimentados ou não implantados, possuindo poucos trechos asfaltados.

## Trajeto
No estado da Bahia a rodovia tem 61,2 km de extensão, dos quais 60,1 km estão planejados e o restante está pavimentado. Em Minas Gerais são 543,8 km que incluem um trecho pavimentado em Araçuaí, compartilhado com a BR-367, e outro que liga Catuji a Teófilo Otoni ao longo da rodovia Rio-Bahia. No Espírito Santo são 233,4 km, dos quais estão pavimentados vinte quilômetros entre a ES-220 e a ES-130 e o trecho final entre Sooretama e Linhares, que coincide com a BR-101.